# Bernardo Falcone
Bernardo Falcone, född 31 augusti 1983 i Rio de Janeiro, är en brasiliansk skådespelare. 

## Filmografi
- 2007 – Amigas & Rivais – pojke på festen
- 2009 – Quando Toca o Sino – Fred
- 2011 – Rebelde Brasil – Téo Marques